# Чудинково (Тверська область)
Чудинково (рос. Чудинково) — присілок в Бежецькому районі Тверської області Російської Федерації.
Населення становить 29 осіб. Входить до складу муніципального утворення Сукроменське сільське поселення.

## Історія
Від 2005 року входить до складу муніципального утворення Сукроменське сільське поселення.

## Населення
| 2008 | 2010 |
| ---- | ---- |
| 43   | ↘29  |